# 鴨公島
鴨公島（ベトナム語：Đảo Ba Ba / 島Ba Ba）は、西沙諸島（パラセル諸島）南西部のクレスセント諸島（英語: Crescent Group、中国語: 永楽環礁）の北部に位置する砂州のひとつ。全富島から1海里離れている。
標高は3メートル。島が礁に組まれ、鉤のような形をしている。面積は約0.01平方キロメートル。小屋が多数建設されている。
鴨公島は中華人民共和国に実効支配され、海南省三沙市に属する。中華民国（台湾）とベトナムも珊瑚島の主権を主張している。